# Séverine
Séverine, fullständigt namn Josiane Grizeau, född 10 oktober 1948 i Paris, är en fransk sångerska.
År 1971 vann Séverine Eurovision Song Contest för Monaco då hon framförde ”Un banc, un arbre, une rue”, med musik av Jean-Pierre Bourtayre och text av Yves Dessca. Den spelades in på engelska som ”Chance In Time”, på tyska som ”Mach die Augen zu (und wünsch dir einen Traum)” och på italienska som ”Il posto”. Den franska versionen nådde nionde plats som bäst på de engelska listorna i april 1971. Séverine hade fler framgångar i Frankrike och Tyskland men nådde inga ytterligare internationella framgångar.